# Echipa națională de fotbal a Franței
Echipa națională de fotbal a Franței (în franceză Équipe de France de football) reprezintă Franța în competițiile fotbalistice internaționale inter-țări. Ea este gestionată de Federația Franceză de Fotbal (în franceză Fédération Française de Football). Culorile echipei sunt albastru, alb și roșu, iar cocoșul galic este simbolul său.
Franța își joacă meciurile de acasă pe Stade de France din Saint-Denis, Île-de-France. Au câștigat două Campionate Mondiale, două Campionate Europene, două Cupa Confederațiilor FIFA și un turneu olimpic. Franța a cunoscut o mare parte din succesul său în patru epoci majore: în anii 1950, 1980, sfârșitul anilor 1990/începutul anilor 2000 și, respectiv, la mijlocul/sfârșitul anilor 2010, ceea ce a dus la numeroase trofee majore. Franța a fost una dintre cele patru echipe europene care au participat la Campionatul Mondial inaugural din 1930 și, deși a fost eliminată în calificări de șase ori, este una dintre singurele două echipe care au jucat în fiecare ciclu al Campionatului Mondial, cealaltă fiind Brazilia.
În 1958, echipa condusă de Raymond Kopa și Just Fontaine a încheiat pe locul trei la Campionatul Mondial. În 1984, Franța, condusă de câștigătorul Balonului de Aur Michel Platini, a câștigat UEFA Euro 1984. Cu toate acestea, Franța a început să atingă apogeul abia din anii 1990, odată cu înființarea INF Clairefontaine. Sub căpitania lui Didier Deschamps și de trei ori Jucătorul Mondial al anului FIFA Zinedine Zidane, Franța a câștigat Campionatul Mondial în 1998. Doi ani mai târziu, echipa a triumfat la UEFA Euro 2000. Franța a câștigat Cupa Confederațiilor FIFA în 2001 și 2003 și a ajuns în finala Mondialului din 2006, pe care a pierdut-o cu 5-3 la lovituri de departajare în fața Italiei. Echipa a ajuns și în finala Campionatului European 2016, unde a pierdut cu 1-0 în fața Portugaliei în prelungiri, deși turneul a avut loc în Hexagon. Franța a câștigat Cupa Mondială din 2018, învingând Croația cu 4-2 în meciul final din 15 iulie 2018. Aceasta a fost a doua oară când au câștigat turneul după triumful de pe teren propriu în 1998.
Franța a fost prima echipă națională care a câștigat cele mai importante trei titluri masculine recunoscute de FIFA: Campionatul Mondial de Fotbal, Cupa Confederațiilor FIFA și turneul olimpic după victoria în Cupa Confederațiilor din 2001. Argentina (după Olimpiada din 2004) și Brazilia (după Olimpiada din 2016) sunt celelalte două echipe naționale care au câștigat aceste trei titluri. Cele trei națiuni, împreună cu Germania, Italia și Uruguay, au câștigat și campionatul continentului din care fac parte (Copa América pentru Argentina, Brazilia și Uruguay și Campionatul European de Fotbal pentru Franța, Germania și Italia).

## Campionatul European
| Țară(i) gazdă / An | Prezențe         | Poziția          | MJ               | C                | E                | P                | GM               | GP               |                  |
| ------------------ | ---------------- | ---------------- | ---------------- | ---------------- | ---------------- | ---------------- | ---------------- | ---------------- | ---------------- |
| 1960               | Semifinală       | 4                | 2                | 0                | 0                | 2                | 4                | 7                |                  |
| 1964 până în 1980  | Nu s-a calificat | Nu s-a calificat | Nu s-a calificat | Nu s-a calificat | Nu s-a calificat | Nu s-a calificat | Nu s-a calificat | Nu s-a calificat | Nu s-a calificat |
| 1984               | Campioană        | 1                | 5                | 5                | 0                | 0                | 14               | 4                |                  |
| 1988               | Nu s-a calificat | Nu s-a calificat | Nu s-a calificat | Nu s-a calificat | Nu s-a calificat | Nu s-a calificat | Nu s-a calificat | Nu s-a calificat | Nu s-a calificat |
| 1992               | Faza grupelor    | 6                | 3                | 0                | 2                | 1                | 2                | 3                |                  |
| 1996               | Semifinală       | 4                | 5                | 2                | 3                | 0                | 5                | 2                |                  |
| 2000               | Campioană        | 1                | 6                | 5                | 0                | 1                | 13               | 7                |                  |
| 2004               | Sferturi         | 6                | 4                | 2                | 1                | 1                | 7                | 5                |                  |
| 2008               | Faza grupelor    | 15               | 3                | 0                | 1                | 2                | 1                | 6                |                  |
| 2012               | Sferturi         | 8                | 4                | 1                | 1                | 2                | 3                | 5                |                  |
| 2016               | Vicecampioană    | 2                | 7                | 5                | 1                | 1                | 13               | 5                |                  |
| 2020               | Optimi de finală | 11               | 4                | 1                | 3                | 0                | 7                | 6                |                  |
| 2024               | Semifinale       | 4                | 6                | 2                | 3                | 1                | 4                | 3                |                  |
| Total              | 11/17            | 2 Titluri        | 49               | 23               | 15               | 11               | 73               | 53               |                  |

## Campionatul Mondial
| 1930  | Faza grupelor    | 7                | 3                | 1                | 0                | 2                | 4                | 3                |                  |                  |
| 1934  | Optimi           | 9                | 1                | 0                | 0                | 1                | 2                | 3                |                  |                  |
| 1938  | Sferturi         | 6                | 2                | 1                | 0                | 1                | 4                | 4                |                  |                  |
| 1950  | Nu s-a calificat | Nu s-a calificat | Nu s-a calificat | Nu s-a calificat | Nu s-a calificat | Nu s-a calificat | Nu s-a calificat | Nu s-a calificat | Nu s-a calificat | Nu s-a calificat |
| 1954  | Faza grupelor    | 11               | 2                | 1                | 0                | 1                | 3                | 3                |                  |                  |
| 1958  | Finala mică      | 3                | 6                | 4                | 0                | 2                | 23               | 15               |                  |                  |
| 1962  | Nu s-a calificat | Nu s-a calificat | Nu s-a calificat | Nu s-a calificat | Nu s-a calificat | Nu s-a calificat | Nu s-a calificat | Nu s-a calificat | Nu s-a calificat | Nu s-a calificat |
| 1966  | Faza grupelor    | 13               | 3                | 0                | 1                | 2                | 2                | 5                |                  |                  |
| 1970  | Nu s-a calificat | Nu s-a calificat | Nu s-a calificat | Nu s-a calificat | Nu s-a calificat | Nu s-a calificat | Nu s-a calificat | Nu s-a calificat | Nu s-a calificat | Nu s-a calificat |
| 1974  | Nu s-a calificat | Nu s-a calificat | Nu s-a calificat | Nu s-a calificat | Nu s-a calificat | Nu s-a calificat | Nu s-a calificat | Nu s-a calificat | Nu s-a calificat | Nu s-a calificat |
| 1978  | Faza grupelor    | 12               | 3                | 1                | 0                | 2                | 5                | 5                |                  |                  |
| 1982  | Finala mică      | 4                | 7                | 3                | 2                | 2                | 16               | 12               |                  |                  |
| 1986  | Finala mică      | 3                | 7                | 4                | 2                | 1                | 12               | 6                |                  |                  |
| 1990  | Nu s-a calificat | Nu s-a calificat | Nu s-a calificat | Nu s-a calificat | Nu s-a calificat | Nu s-a calificat | Nu s-a calificat | Nu s-a calificat | Nu s-a calificat | Nu s-a calificat |
| 1994  | Nu s-a calificat | Nu s-a calificat | Nu s-a calificat | Nu s-a calificat | Nu s-a calificat | Nu s-a calificat | Nu s-a calificat | Nu s-a calificat | Nu s-a calificat | Nu s-a calificat |
| 1998  | Campioană        | 1                | 7                | 6                | 1                | 0                | 15               | 2                |                  |                  |
| 2002  | Faza grupelor    | 28               | 3                | 0                | 1                | 2                | 0                | 3                |                  |                  |
| 2006  | Vicecampioană    | 2                | 7                | 4                | 3                | 0                | 9                | 3                |                  |                  |
| 2010  | Faza grupelor    | 29               | 3                | 0                | 1                | 2                | 1                | 4                |                  |                  |
| 2014  | Sferturi         | 7                | 5                | 3                | 1                | 1                | 10               | 3                |                  |                  |
| 2018  | Campioană        | 1                | 7                | 6                | 1                | 0                | 14               | 6                |                  |                  |
| 2022  | Vicecampioană    | 2                | 7                | 5                | 1                | 1                | 16               | 8                |                  |                  |
| 2026  |                  |                  |                  |                  |                  |                  |                  |                  |                  |                  |
| Total | 2 Titluri        | 16/22            | 73               | 39               | 14               | 20               | 136              | 85               |                  |                  |

## Finale
| 1998 | Franța | 3 - 0 | Brazilia |
| 2018 | Franța | 4 - 2 | Croația  |

| 2006 | Franța | 1 - 1 | Italia    |
| 2022 | Franța | 3 - 3 | Argentina |

| 1958 | Franța | 6 - 3 | Germania |
| 1986 | Franța | 4 - 2 | Belgia   |

| 1982 | Franța | 2 - 3 | Polonia |

| 1984 | Franța | 2 - 0 | Spania |
| 2000 | Franța | 2 - 1 | Italia |

| 2016 | Franța | 0 - 1 | Portugalia |

## Rezultate
| Rezultate obținute la Campionatul Mondial | Rezultate obținute la Campionatul Mondial | Rezultate obținute la Campionatul Mondial | Rezultate obținute la Campionatul Mondial |
| Anul                                      | Runda                                     | Scor                                      | Rezultat                                  |
| ----------------------------------------- | ----------------------------------------- | ----------------------------------------- | ----------------------------------------- |
| 1930                                      | Grupe                                     | Franța 4 – 1 Mexic                        | Victorie                                  |
| 1930                                      | Grupe                                     | Franța 0 – 1 Argentina                    | Înfrângere                                |
| 1930                                      | Grupe                                     | Franța 0 – 1 Chile                        | Înfrângere                                |
| 1934                                      | Optimi                                    | Franța 2 – 3 Austria                      | Înfrângere                                |
| 1938                                      | Optimi                                    | Franța 3 – 1 Belgia                       | Victorie                                  |
| 1938                                      | Sferturi                                  | Franța 1 – 3 Italia                       | Înfrângere                                |
| 1954                                      | Grupe                                     | Franța 0 – 1 Iugoslavia                   | Înfrângere                                |
| 1954                                      | Grupe                                     | Franța 3 – 2 Mexic                        | Victorie                                  |
| 1958                                      | Grupe                                     | Franța 7 – 3 Paraguay                     | Victorie                                  |
| 1958                                      | Grupe                                     | Franța 2 – 3 Iugoslavia                   | Înfrângere                                |
| 1958                                      | Grupe                                     | Franța 2 – 1 Scoția                       | Victorie                                  |
| 1958                                      | Sferturi                                  | Franța 4 – 0 Irlanda de Nord              | Victorie                                  |
| 1958                                      | Semifinale                                | Franța 2 – 5 Brazilia                     | Înfrângere                                |
| 1958                                      | Finala mică                               | Franța 6 – 3 Germania de Vest             | Victorie                                  |
| 1966                                      | Grupe                                     | Franța 1 – 1 Mexic                        | Egal                                      |
| 1966                                      | Grupe                                     | Franța 1 – 2 Uruguay                      | Înfrângere                                |
| 1966                                      | Grupe                                     | Franța 0 – 2 Anglia                       | Înfrângere                                |
| 1978                                      | Grupe                                     | Franța 1 – 2 Italia                       | Înfrângere                                |
| 1978                                      | Grupe                                     | Franța 1 – 2 Argentina                    | Înfrângere                                |
| 1978                                      | Grupe                                     | Franța 3 – 1 Ungaria                      | Victorie                                  |
| 1982                                      | Runda 1                                   | Franța 1 – 3 Anglia                       | Înfrângere                                |
| 1982                                      | Runda 1                                   | Franța 4 – 1 Kuweit                       | Victorie                                  |
| 1982                                      | Runda 1                                   | Franța 1 – 1 Cehoslovacia                 | Egal                                      |
| 1982                                      | Runda 2                                   | Franța 1 – 0 Austria                      | Victorie                                  |
| 1982                                      | Runda 2                                   | Franța 4 – 1 Irlanda de Nord              | Victorie                                  |
| 1982                                      | Semifinale                                | Franța 3 – 3 Germania de Vest             | Egal                                      |
| 1982                                      | Semifinale                                | Franța 4 – 5 Germania de Vest             | Penalti                                   |
| 1982                                      | Finala mică                               | Franța 2 – 3 Polonia                      | Înfrângere                                |
| 1986                                      | Grupe                                     | Franța 1 – 0 Canada                       | ictorie                                   |
| 1986                                      | Grupe                                     | Franța 1 – 1 Uniunea Sovietică            | Egal                                      |
| 1986                                      | Grupe                                     | Franța 3 – 0 Ungaria                      | Victorie                                  |
| 1986                                      | Optimi                                    | Franța 2 – 0 Italia                       | Victorie                                  |
| 1986                                      | Sferturi                                  | Franța 1 – 1 Brazilia                     | Egal                                      |
| 1986                                      | Sferturi                                  | Franța 4 – 3 Brazilia                     | Penalti                                   |
| 1986                                      | Semifinale                                | Franța 0 – 2 Germania de Vest             | Înfrângere                                |
| 1986                                      | Finala mică                               | Franța 4 – 2 Belgia                       | Victorie                                  |
| 1998                                      | Grupe                                     | Franța 3 – 0 Africa de Sud                | Victorie                                  |
| 1998                                      | Grupe                                     | Franța 4 – 0 Arabia Saudită               | Victorie                                  |
| 1998                                      | Grupe                                     | Franța 2 – 1 Danemarca                    | Victorie                                  |
| 1998                                      | Optimi                                    | Franța 1 – 0 Paraguay                     | Victorie                                  |
| 1998                                      | Sferturi                                  | Franța 0 – 0 Italia                       | Egal                                      |
| 1998                                      | Sferturi                                  | Franța 4 – 3 Italia                       | Penalti                                   |
| 1998                                      | Semifinale                                | Franța 2 – 1 Croația                      | Victorie                                  |
| 1998                                      | Campioană                                 | Franța 3 – 0 Brazilia                     | Victorie                                  |

| Rezultate obținute la Campionatul Mondial | Rezultate obținute la Campionatul Mondial | Rezultate obținute la Campionatul Mondial | Rezultate obținute la Campionatul Mondial |
| Anul                                      | Runda                                     | Scor                                      | Rezultat                                  |
| ----------------------------------------- | ----------------------------------------- | ----------------------------------------- | ----------------------------------------- |
| 2002                                      | Grupe                                     | Franța 0 – 1 Senegal                      | Înfrângere                                |
| 2002                                      | Grupe                                     | Franța 0 – 0 Uruguay                      | Egal                                      |
| 2002                                      | Grupe                                     | Franța 0 – 2 Danemarca                    | Înfrângere                                |
| 2006                                      | Grupe                                     | Franța 0 – 0 Elveția                      | Egal                                      |
| 2006                                      | Grupe                                     | Franța 1 – 1 Coreea de Sud                | Egal                                      |
| 2006                                      | Faza Grupelor                             | Franța 2 – 0 Togo                         | Victorie                                  |
| 2006                                      | Optimi                                    | Franța 3 – 1 Spania                       | Victorie                                  |
| 2006                                      | Sferturi                                  | Franța 1 – 0 Brazilia                     | Victorie                                  |
| 2006                                      | Semifinale                                | Franța 1 – 0 Portugalia                   | Victorie                                  |
| 2006                                      | Finala                                    | Franța 1 – 1 Italia                       | Egal                                      |
| 2006                                      | Finala                                    | Franța 3 – 5 Italia                       | Penalti                                   |
| 2010                                      | Grupe                                     | Franța 0 – 0 Uruguay                      | Egal                                      |
| 2010                                      | Grupe                                     | Franța 0 – 2 Mexic                        | Înfrângere                                |
| 2010                                      | Grupe                                     | Franța 1 – 2 Africa de Sud                | Înfrângere                                |
| 2014                                      | Grupe                                     | Franța 3 – 0 Honduras                     | Victorie                                  |
| 2014                                      | Grupe                                     | Franța 5 – 2 Elveția                      | Victorie                                  |
| 2014                                      | Grupe                                     | Franța 0 – 0 Ecuador                      | Egal                                      |
| 2014                                      | Optimi                                    | Franța 2 – 0 Nigeria                      | Victorie                                  |
| 2014                                      | Sferturi                                  | Franța 0 – 1 Germania                     | Înfrângere                                |
| 2018                                      | Grupe                                     | Franța 2 – 1 Australia                    | Victorie                                  |
| 2018                                      | Grupe                                     | Franța 1 – 0 Peru                         | Victorie                                  |
| 2018                                      | Grupe                                     | Franța 0 – 0 Danemarca                    | Egal                                      |
| 2018                                      | Optimi                                    | Franța 4 – 3 Argentina                    | Victorie                                  |
| 2018                                      | Sferturi                                  | Franța 2 – 0 Uruguay                      | Victorie                                  |
| 2018                                      | Semifinale                                | Franța 1 – 0 Belgia                       | Victorie                                  |
| 2018                                      | Campioană                                 | Franța 4 – 2 Croația                      | Victorie                                  |
| 2022                                      | Grupe                                     | Franța 3 – 1 Australia                    | Victorie                                  |
| 2022                                      | Grupe                                     | Franța 2 – 1 Danemarca                    | Victorie                                  |
| 2022                                      | Grupe                                     | Franța 0 – 1 Tunisia                      | Înfrângere                                |
| 2022                                      | Optimi                                    | Franța 3 – 1 Polonia                      | Victorie                                  |
| 2022                                      | Sferturi                                  | Franța 2 – 1 Anglia                       | Victorie                                  |
| 2022                                      | Semifinale                                | Franța 2 – 0 Maroc                        | Victorie                                  |
| 2022                                      | Finala                                    | Franța 3 – 3 Argentina                    | Egal                                      |
| 2022                                      | Finala                                    | Franța 2 – 4 Argentina                    | Penalti                                   |

## Turnee
| Turneu               | 1 | 2 | 3 | Total |
| -------------------- | - | - | - | ----- |
| Campionatul Mondial  | 2 | 2 | 2 | 6     |
| Campionatul European | 2 | 1 | 0 | 3     |
| Cupa Confederațiilor | 2 | 0 | 0 | 2     |
| Liga Națiunilor      | 1 | 0 | 0 | 1     |
| Total                | 7 | 3 | 2 | 12    |

## Jucători

### Jucători faimoși
- Just Fontaine
- Raymond Kopa
- Michel Platini
- Zinedine Zidane
- Fabien Barthez
- Laurent Blanc
- Eric Cantona
- Marcel Desailly
- Didier Deschamps
- Youri Djorkaeff
- Jean-Pierre Papin
- Thierry Henry
- Christian Karembeu
- Olivier Giroud
- Patrick Vieira
- Claude Makelele
- Kylian Mbappe

### Lotul actual
Următorii jucători au fost incluși în lotul echipei pentru a disputa finalele de la Liga Națiunilor UEFA împotriva lui  Spania și  Germania sau  Portugalia din 5 și 8 iunie 2025, respectiv.
Actualizat la 23 martie 2025, după meciul cu  Croația.
| Nr. | Poz. | Jucător                 | Data nașterii (vârsta)        | Selecții | Goluri | Club                |
| --- | ---- | ----------------------- | ----------------------------- | -------- | ------ | ------------------- |
| 1   | P    | Brice Samba             | 25 aprilie 1994 (31 de ani)   | 3        | 0      | Rennes              |
| 16  | P    | Mike Maignan            | 3 iulie 1995 (30 de ani)      | 30       | 0      | Milan               |
| 23  | P    | Lucas Chevalier         | 6 noiembrie 2001 (23 de ani)  | 0        | 0      | Lille               |
|     |      |                         |                               |          |        |                     |
| 2   | F    | Benjamin Pavard         | 28 martie 1996 (29 de ani)    | 55       | 5      | Inter Milan         |
| 3   | F    | Lucas Digne             | 20 iulie 1993 (32 de ani)     | 51       | 0      | Aston Villa         |
| 4   | F    | Loïc Badé               | 11 aprilie 2000 (25 de ani)   | 0        | 0      | Sevilla             |
| 5   | F    | Clément Lenglet         | 17 iunie 1995 (30 de ani)     | 15       | 1      | Atlético Madrid     |
| 15  | F    | Ibrahima Konaté         | 25 mai 1999 (26 de ani)       | 22       | 0      | Liverpool           |
| 17  | F    | Malo Gusto              | 19 mai 2003 (22 de ani)       | 1        | 0      | Chelsea             |
| 19  | F    | Pierre Kalulu           | 5 iunie 2000 (25 de ani)      | 0        | 0      | Juventus            |
| 21  | F    | Lucas Hernandez         | 14 februarie 1996 (29 de ani) | 37       | 0      | Paris Saint-Germain |
| 22  | F    | Théo Hernandez          | 6 octombrie 1997 (27 de ani)  | 37       | 2      | Milan               |
|     |      |                         |                               |          |        |                     |
| 6   | M    | Mattéo Guendouzi        | 14 aprilie 1999 (26 de ani)   | 13       | 2      | Lazio               |
| 8   | M    | Aurélien Tchouaméni     | 27 ianuarie 2000 (25 de ani)  | 40       | 3      | Real Madrid         |
| 13  | M    | Manu Koné               | 17 mai 2001 (24 de ani)       | 6        | 0      | Roma                |
| 14  | M    | Adrien Rabiot           | 3 aprilie 1995 (30 de ani)    | 51       | 6      | Marseille           |
| 18  | M    | Warren Zaïre-Emery      | 8 martie 2006 (19 ani)        | 7        | 1      | Paris Saint-Germain |
|     |      |                         |                               |          |        |                     |
| 7   | A    | Ousmane Dembélé         | 15 mai 1997 (28 de ani)       | 55       | 7      | Paris Saint-Germain |
| 9   | A    | Marcus Thuram           | 6 august 1997 (28 de ani)     | 29       | 2      | Inter Milan         |
| 10  | A    | Kylian Mbappé (căpitan) | 20 decembrie 1998 (26 de ani) | 88       | 48     | Real Madrid         |
| 11  | A    | Michael Olise           | 12 decembrie 2001 (23 de ani) | 6        | 1      | Bayern Munich       |
| 12  | A    | Randal Kolo Muani       | 5 decembrie 1998 (26 de ani)  | 29       | 8      | Juventus            |
| 20  | A    | Bradley Barcola         | 2 septembrie 2002 (22 de ani) | 13       | 2      | Paris Saint-Germain |
| 24  | A    | Désiré Doué             | 3 iunie 2005 (20 de ani)      | 1        | 0      | Paris Saint-Germain |
| 25  | A    | Rayan Cherki            | 17 august 2003 (21 de ani)    | 0        | 0      | Lyon                |

### Convocări recente
Următorii jucători au fost convocați la națională în ultimele 12 luni.
| Note- INJ = S-a retras din cauza unei accidentări - PRE = Echipa preliminară - RET = Retras de la echipa națională - SUS = Suspendat \| Poz. \| Jucător \| Data nașterii (vârsta) \| Selecții \| Goluri \| Club \| Ultima convocare \| \| ---- \| --------------------- \| ------------------------------ \| -------- \| ------ \| ------------------------- \| -------------------------------- \| \| P \| Alphonse Areola \| 27 februarie 1993 (32 de ani) \| 5 \| 0 \| West Ham United \| v. Belgia, 14 octombrie 2024 \| \| \| \| \| \| \| \| \| \| F \| Jules Koundé \| 12 noiembrie 1998 (26 de ani) \| 42 \| 0 \| Barcelona \| v. Croația, 23 martie 2025 \| \| F \| Dayot Upamecano \| 27 octombrie 1998 (26 de ani) \| 30 \| 2 \| Bayern Munich \| v. Croația, 23 martie 2025 \| \| F \| William Saliba \| 24 martie 2001 (24 de ani) \| 28 \| 0 \| Arsenal \| v. Croația, 23 martie 2025 \| \| F \| Jonathan Clauss \| 25 septembrie 1992 (32 de ani) \| 14 \| 2 \| Nice \| v. Croația, 23 martie 2025 \| \| F \| Wesley Fofana \| 17 decembrie 2000 (24 de ani) \| 1 \| 0 \| Chelsea \| v. Israel, 14 noiembrie 2024 INJ \| \| F \| Ferland Mendy \| 8 iunie 1995 (30 de ani) \| 10 \| 0 \| Real Madrid \| v. Italia, 6 septembrie 2024 INJ \| \| \| \| \| \| \| \| \| \| M \| Eduardo Camavinga \| 10 noiembrie 2002 (22 de ani) \| 26 \| 2 \| Real Madrid \| v. Croația, 23 martie 2025 \| \| M \| N'Golo Kanté \| 29 martie 1991 (34 de ani) \| 64 \| 2 \| Al-Ittihad (vice-captain) \| v. Italia, 17 noiembrie 2024 \| \| M \| Youssouf Fofana \| 10 ianuarie 1999 (26 de ani) \| 25 \| 3 \| Milan \| v. Belgia, 14 octombrie 2024 \| \| \| \| \| \| \| \| \| \| A \| Kingsley Coman \| 13 iunie 1996 (29 de ani) \| 58 \| 8 \| Bayern Munich \| v. Italia, 17 noiembrie 2024 \| \| A \| Christopher Nkunku \| 14 noiembrie 1997 (27 de ani) \| 14 \| 1 \| Chelsea \| v. Italia, 17 noiembrie 2024 \| \| A \| Antoine Griezmann RET \| 21 martie 1991 (34 de ani) \| 137 \| 44 \| Atlético Madrid \| v. Belgia, 9 septembrie 2024 \| \| A \| Olivier Giroud RET \| 30 septembrie 1986 (38 de ani) \| 137 \| 57 \| Los Angeles FC \| UEFA Euro 2024 \| \| \| \| \| \| \| \| \| |                       |                                |          |        |                           |                                  |
| Poz. | Jucător               | Data nașterii (vârsta)         | Selecții | Goluri | Club                      | Ultima convocare                 |
| P | Alphonse Areola       | 27 februarie 1993 (32 de ani)  | 5        | 0      | West Ham United           | v. Belgia, 14 octombrie 2024     |
| |                       |                                |          |        |                           |                                  |
| F | Jules Koundé          | 12 noiembrie 1998 (26 de ani)  | 42       | 0      | Barcelona                 | v. Croația, 23 martie 2025       |
| F | Dayot Upamecano       | 27 octombrie 1998 (26 de ani)  | 30       | 2      | Bayern Munich             | v. Croația, 23 martie 2025       |
| F | William Saliba        | 24 martie 2001 (24 de ani)     | 28       | 0      | Arsenal                   | v. Croația, 23 martie 2025       |
| F | Jonathan Clauss       | 25 septembrie 1992 (32 de ani) | 14       | 2      | Nice                      | v. Croația, 23 martie 2025       |
| F | Wesley Fofana         | 17 decembrie 2000 (24 de ani)  | 1        | 0      | Chelsea                   | v. Israel, 14 noiembrie 2024 INJ |
| F | Ferland Mendy         | 8 iunie 1995 (30 de ani)       | 10       | 0      | Real Madrid               | v. Italia, 6 septembrie 2024 INJ |
| |                       |                                |          |        |                           |                                  |
| M | Eduardo Camavinga     | 10 noiembrie 2002 (22 de ani)  | 26       | 2      | Real Madrid               | v. Croația, 23 martie 2025       |
| M | N'Golo Kanté          | 29 martie 1991 (34 de ani)     | 64       | 2      | Al-Ittihad (vice-captain) | v. Italia, 17 noiembrie 2024     |
| M | Youssouf Fofana       | 10 ianuarie 1999 (26 de ani)   | 25       | 3      | Milan                     | v. Belgia, 14 octombrie 2024     |
| |                       |                                |          |        |                           |                                  |
| A | Kingsley Coman        | 13 iunie 1996 (29 de ani)      | 58       | 8      | Bayern Munich             | v. Italia, 17 noiembrie 2024     |
| A | Christopher Nkunku    | 14 noiembrie 1997 (27 de ani)  | 14       | 1      | Chelsea                   | v. Italia, 17 noiembrie 2024     |
| A | Antoine Griezmann RET | 21 martie 1991 (34 de ani)     | 137      | 44     | Atlético Madrid           | v. Belgia, 9 septembrie 2024     |
| A | Olivier Giroud RET    | 30 septembrie 1986 (38 de ani) | 137      | 57     | Los Angeles FC            | UEFA Euro 2024                   |
| |                       |                                |          |        |                           |                                  |

## Statistici
La 5 iulie 2024.

### Selecții

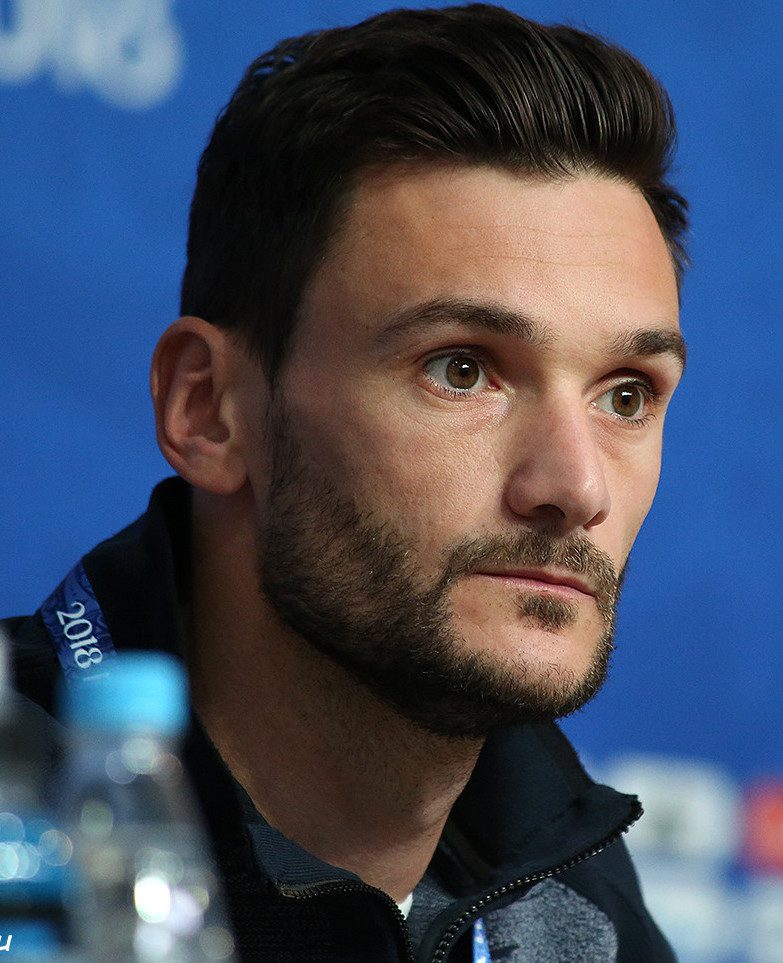
Hugo Lloris este jucătorul cu cele mai multe apariții cu tricoul Franței cu 145 de selecții.

Jucătorii cu caractere aldine sunt încă activi cu Franța.
| Loc | Jucător           | Selecții | Goluri | Perioadă     |
| --- | ----------------- | -------- | ------ | ------------ |
| 1   | Hugo Lloris       | 145      | 0      | 2008–2022    |
| 2   | Lilian Thuram     | 142      | 2      | 1994–2008    |
| 3   | Olivier Giroud    | 137      | 57     | 2011–2024    |
| 4   | Antoine Griezmann | 134      | 44     | 2014–prezent |
| 5   | Thierry Henry     | 123      | 51     | 1997–2010    |
| 6   | Marcel Desailly   | 116      | 3      | 1993–2004    |
| 7   | Zinedine Zidane   | 108      | 31     | 1994–2006    |
| 8   | Patrick Vieira    | 107      | 6      | 1997–2009    |
| 9   | Didier Deschamps  | 103      | 4      | 1989–2000    |
| 10  | Karim Benzema     | 97       | 37     | 2007–2022    |
| 10  | Laurent Blanc     | 97       | 16     | 1989–2000    |
| 10  | Bixente Lizarazu  | 97       | 2      | 1992–2004    |

### Golgheteri

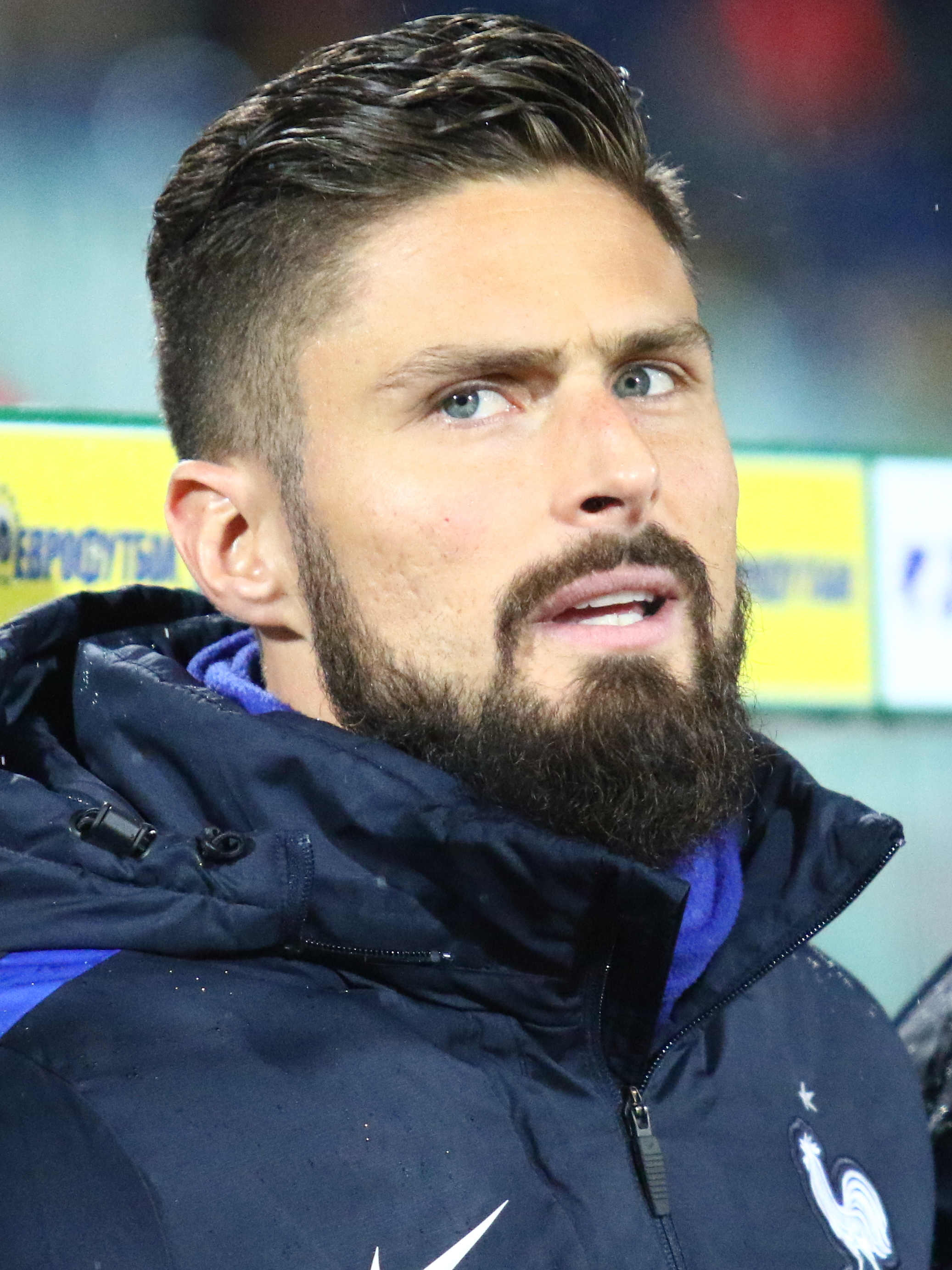
Olivier Giroud este golgheterul all time al Franței cu 57 de goluri.

Jucătorii cu caractere aldine sunt încă activi cu Franța.
| Loc | Jucător           | Goluri | Selecții | Media | Perioadă     |
| --- | ----------------- | ------ | -------- | ----- | ------------ |
| 1   | Olivier Giroud    | 57     | 137      | 0.42  | 2011–2024    |
| 2   | Thierry Henry     | 51     | 123      | 0.41  | 1997–2010    |
| 3   | Kylian Mbappé     | 48     | 83       | 0.58  | 2017–prezent |
| 4   | Antoine Griezmann | 44     | 134      | 0.33  | 2014–prezent |
| 5   | Michel Platini    | 41     | 72       | 0.57  | 1976–1987    |
| 6   | Karim Benzema     | 37     | 97       | 0.38  | 2007–2022    |
| 7   | David Trezeguet   | 34     | 71       | 0.48  | 1998–2008    |
| 8   | Zinedine Zidane   | 31     | 108      | 0.29  | 1994–2006    |
| 9   | Just Fontaine     | 30     | 21       | 1.43  | 1953–1960    |
| 9   | Jean-Pierre Papin | 30     | 54       | 0.56  | 1986–1995    |

### Antrenori
| Antrenor                 | Perioada  | Meciuri | Victorii | Remize | Pierderi | Rata victoriilor % |
| ------------------------ | --------- | ------- | -------- | ------ | -------- | ------------------ |
| Henri Guérin             | 1964–1966 | 15      | 5        | 4      | 6        | 33,3               |
| José Arribas Jean Snella | 1966      | 4       | 2        | 0      | 2        | 50                 |
| Just Fontaine            | 1967      | 2       | 0        | 0      | 2        | 0                  |
| Louis Dugauguez          | 1967–1968 | 9       | 2        | 3      | 4        | 22,2               |
| Georges Boulogne         | 1969–1973 | 31      | 15       | 5      | 11       | 48,4               |
| Ștefan Kovács            | 1973–1975 | 15      | 6        | 4      | 5        | 40                 |
| Michel Hidalgo           | 1976–1984 | 75      | 41       | 16     | 18       | 54,7               |
| Henri Michel             | 1984–1988 | 36      | 16       | 12     | 8        | 44,4               |
| Michel Platini           | 1988–1992 | 29      | 16       | 8      | 5        | 55,2               |
| Gérard Houllier          | 1992–1993 | 12      | 7        | 1      | 4        | 58,3               |
| Aimé Jacquet             | 1994–1998 | 53      | 34       | 16     | 3        | 64,2               |
| Roger Lemerre            | 1998–2002 | 53      | 34       | 11     | 8        | 64,2               |
| Jacques Santini          | 2002–2004 | 28      | 22       | 4      | 2        | 78,6               |
| Raymond Domenech         | 2004–2010 | 79      | 41       | 24     | 14       | 51,9               |
| Laurent Blanc            | 2010–2012 | 27      | 16       | 7      | 4        | 59,3               |
| Didier Deschamps         | 2012–     | 157     | 101      | 32     | 24       | 64,3               |

Antrenorii cu cursiv sunt interimari.